# Videosprechstunde
In einer Videosprechstunde wird eine sichere und datenschutzkonforme videotelefonische Verbindung zwischen Arzt und Patient aufgebaut. Es nehmen nur Arzt und Patient teil. Die Videosprechstunde dient der Beratung des Patienten oder dem Einholen einer Zweitmeinung zu einem medizinischen Problem. Im Gegensatz zur Telekonsultation werden keine Messparameter erhoben oder übertragen und keine resultierenden Vor-Ort-Maßnahmen durchgeführt. In Deutschland ist die Videosprechstunde seit April 2019 für Hausärzte, Fachärzte und Psychotherapeuten möglich.
Bei manchen Dienstleistungen im Rahmen einer Videosprechstunde wird vorausgesetzt, dass der Patient dem Arzt persönlich bekannt ist oder dass er in der Nähe des Arztes wohnt, um eine persönliche Weiterbehandlung zu ermöglichen.
Dank Videosprechstunde müssen Patienten nicht in die Praxis kommen und sparen somit Zeit und Ressourcen, vor allen Dingen in strukturschwächeren Gebieten. Im Jahr 2020 wurde die Technik häufig als vorbeugende Maßnahme bei der Covid-19-Pandemie genutzt, um nicht persönlich in Arztpraxen erscheinen zu müssen.
Videosprechstunden sollten von einem zertifizierten Videodienstanbieter wahrgenommen werden. Ärzte und Psychotherapeuten können die Leistungen im Rahmen der Videosprechstunde nur abrechnen, wenn sie ihrer zuständigen Kassenärztlichen Vereinigung gezeigt haben, dass sie einen nach Anlage 31b zum BMV-Ä zertifizierten Videodienstanbieter nutzen. Nach Vertragsabschluss erhalten die Ärzte eine Bescheinigung, dass der Videodienst zur Informationssicherheit, zum Datenschutz und zu Inhalten zertifiziert ist. Eine vollständige Liste der zertifizierten Videodienstanbieter mit Links zu den einzelnen Firmen wurde von der Kassenärztlichen Bundesvereinigung (KBV) zusammengestellt.

## Vorteile von Video-Sprechstunden
Vor allem im Rahmen der Corona-Pandemie 2020/2021 wurden die Video-Sprechstunden gesellschaftlich mehr und mehr akzeptiert. Das Prinzip ist einfach und bringt viele Vorteile mit sich. Bitkom Research brachte bereits vor der Pandemie (2019) eine Studie zum Thema heraus.
| Vorteile                                                 | Prozent |
| -------------------------------------------------------- | ------- |
| Zugang zu weit entfernten Ärzten wird erleichtert        | 64 %    |
| Die Wartezeit in der Praxis entfällt                     | 53 %    |
| Die Ansteckungsgefahr ist nicht mehr gegeben             | 43 %    |
| Die Zeit für die Anfahrt entfällt                        | 34 %    |
| Im Krankheitsfall muss man nicht mehr das Haus verlassen | 33 %    |
| Die Kosten für die Anfahrt zum Arzt entfallen            | 17 %    |

## Krankschreibung via Videosprechstunde
Neben der Online-Sprechstunde werden Online-Krankschreibungen in der Politik diskutiert. Der damalige Gesundheitsminister Jens Spahn formulierte 2020 einen Gesetzesentwurf und ließ somit auf zukünftige Anwendbarkeit der Dienstleistung hoffen. Um künftig die Online-Krankschreibung nutzen zu können, müssen die Vorgaben des § 7 Abs. 4, 25 S. 1 MBO-Ä eingehalten werden.
Voraussetzungen für die Krankschreibung über Videosprechstunde:
- Der Patient muss der Praxis bereits persönlich bekannt sein.
- Die Diagnose muss per Video vorgenommen werden.
- Die Krankschreibung darf maximal für 7 Tage gelten.
- Die AU darf per Video-Sprechstunde verlängert werden. Dazu muss die Erstuntersuchung jedoch vor Ort stattgefunden haben.
- Fragebögen auf Internetseiten sowie Chats sind für eine Online-Krankschreibung nicht gültig.
- Die Online-Sprechstunden und Krankschreibungen sind nicht verpflichtend.

Wann das Gesetz in Kraft tritt, ist noch nicht klar. Der Nutzen und die Nachfrage sind jedoch vorhanden. Eine Patienten-Umfrage des Online-Arztes Zava ergab, dass 71 % der 500 Befragten die Einführung der Online-Krankschreibung auch für die Zeit nach Corona befürworten.

## Weitere Möglichkeiten in der Videosprechstunde
Einige Diensteanbieter erlauben dem Arzt zusätzlich zu den Arbeitsunfähigkeitsbescheinigungen (auch Kindkrankmeldungen) auch das Ausstellen von Überweisungen an Fachärzte, das Rezeptieren von Medikamenten auf Kassenrezept oder Privatrezept sowie das Verordnen von digitalen Gesundheitsanwendungen (DiGAs).
Ein Zugriff auf das übrige umfangreiche Angebot weiterer Formblätter in einer Kassenarztpraxis ist nicht vorgesehen (zum Beispiel Heilmittelverordnung, Hörgeräteversorgung, Sehhilfen, Mutterschaftsgeld, Rehabilitationssport, Physiotherapie, Krankenhauseinweisung, Transportschein zur Krankenbeförderung, Kurantrag, Betäubungsmittelrezept, Palliativmedizin, Schulbescheinigungen, Atteste).

## Besitzverhältnisse
Manche Diensteanbieter sind Tochtergesellschaften größerer Unternehmen. So gehören zum Beispiel der Marktführer TeleClinic zu DocMorris und ClickDoc zur CompuGroup Medical (cgm).